# مولندو
مولندو (به اسپانیایی: Mollendo) یک منطقهٔ مسکونی در پرو است که در منطقه ارکیپا واقع شده‌است. مولندو ۱۷٬۶۱۴ نفر جمعیت دارد و ۲۷ متر بالاتر از سطح دریا واقع شده‌است.